# Macedònia (Grècia)
Macedònia (en grec Μακεδονία, Makedonia) és una regió geogràfica de la Grècia septentrional, riberenca amb la mar Egea, que designa el territori al nord de Tessàlia (amb límit a les muntanyes de l'Olimp), a l'est de l'Epir i a l'oest de Tràcia, fins al riu Nestos. La Macedònia grega té fronteres estatals amb Albània, Macedònia del Nord i Bulgària. Es divideix en tres perifèries o regions administratives: la Macedònia Occidental, la Macedònia Central i la Macedònia Oriental (aquesta última una part de la regió que engloba també Tràcia i que s'anomena Macedònia Oriental i Tràcia), subdividides al seu torn en 13 nomoí o departaments. Inclou l'illa de Tassos i la península de la Calcídica, on hi ha la comunitat monàstica autònoma del mont Atos. És la segona regió més poblada de Grècia, després de l'Àtica. La capital i la ciutat més important és Tessalònica, amb més de 700.000 habitants; passen dels 50.000 les poblacions de Kalamarià, Kavala, Serres, Katerini, Drama i Èvosmos.
El seu territori ocupa la major part de la regió originària de l'antiga Macedònia. Aquest nom va passar a denominar més endavant una extensa regió dels Balcans coneguda modernament també com a Macedònia, de la qual la Macedònia grega n'ocupa el 52,4% del territori i hi viu el 52,9% de la població. Fou part de l'Imperi Otomà fins al 1912. El 1913, la major part de les terres otomanes d'Europa foren dividides en els estats veïns de Grècia, Sèrbia, Bulgària, Albània i Montenegro.

## Geografia

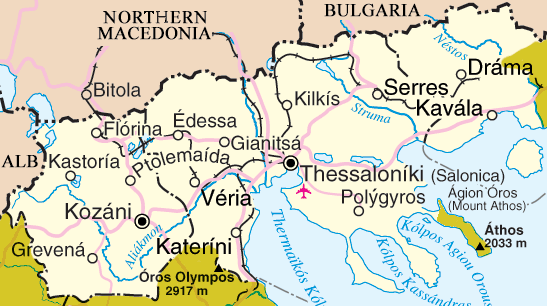
Macedònia

L'Imperi d'Alexandre el Gran

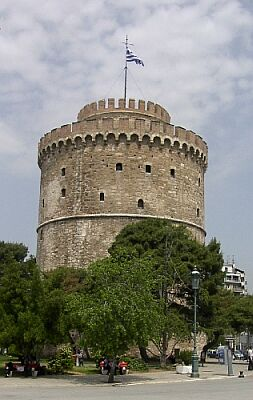
La Torre Blanca de Tessalònica

| Ciutats macedònies (Població) |              |
| 1. Tessalònica (Capital)      | 773.180 hab. |
| 2. Kalamarià                  | 87.255 hab.  |
| 3. Kavala                     | 63.774 hab.  |
| 4. Serres                     | 56.145 hab.  |
| 5. Katerini                   | 55.721 hab.  |
| 6. Drama                      | 55.632 hab.  |
| 7. Èvosmos                    | 52.624 hab.  |
| 8. Kozani                     | 47.451 hab.  |
| 9. Vèria                      | 47.411 hab.  |
| 10. Stavroúpoli               | 41.653 hab.  |
| 11. Ampelókipoi               | 40.969 hab.  |
| 12. Ptolemaida                | 32.775 hab.  |
| 13. Giannitsà                 | 26.296 hab.  |
| 14. Èdessa                    | 25.619 hab.  |
| 15. Kilkís                    | 24.812 hab.  |
| 16. Nàousa                    | 19.870 hab.  |
| 17. Nea Moudanià              | 17.032 hab.  |
| 18. Flórina                   | 16.711 hab.  |
| 19. Kastorià                  | 16.218 hab.  |
| 20. Grevenà                   | 15.481 hab.  |
| 21. Alexandria                | 13.229 hab.  |
| 22. Polígiros                 | 10.271 hab.  |

## Divisió administrativa
Macedònia està formada per 3 regions administratives o περιφέρειες (perifèries), subdividides alhora en νομοί (nomoí), que es podria traduir per departaments, districtes o prefectures. A més a més hi ha una regió autònoma anomenada el Mont Atos (Άγιο Όρος, Àgio Oros o "Muntanya Sagrada"), que és un estat monàstic sota la sobirania de Grècia i la capital n'és Kariès (Καριές).

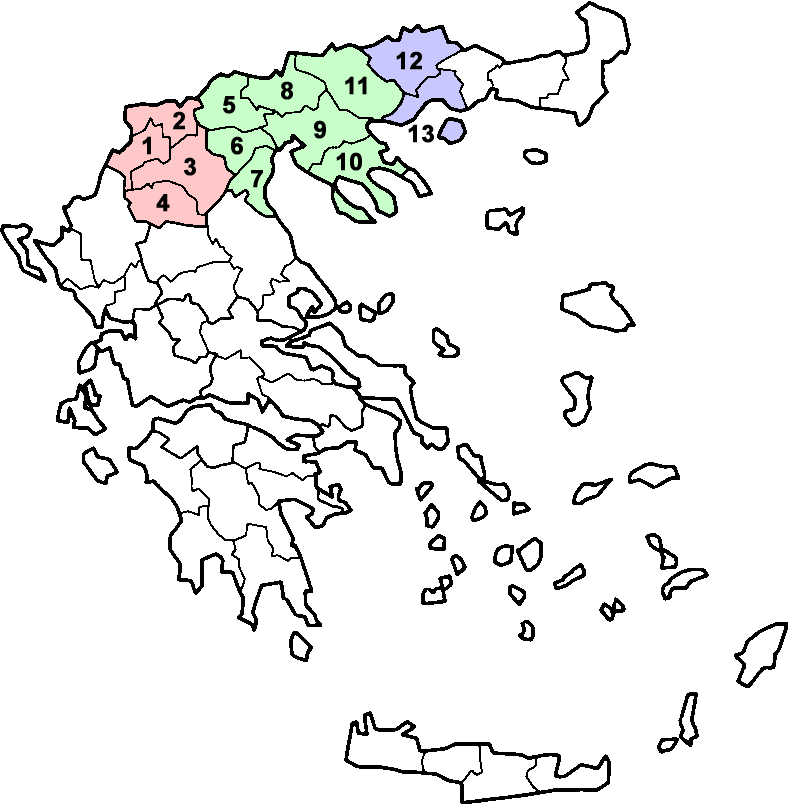
Localització de Macedònia a Grècia

- Macedònia Occidental (Δυτική Μακεδονία, Ditikí Makedonia):

1. Kastorià (Νομός Καστοριάς, Nomós Kastoriàs)
2. Flórina (Νομός Φλώρινας, Nomós Flórinas)
3. Kozani (Νομός Κοζάνης, Nomós Kozanis)
4. Grevenà (Νομός Γρεβενών, Nomós Grevenon)
- Macedònia Central (Κεντρική Μακεδονία, Kentrikí Makedonia):

5. Pella (Νομός Πέλλας, Nomós Pellas)
6. Imathia (Νομός Ημαθίας, Nomós Imathias)
7. Pieria (Νομός Πιερίας, Nomós Pierias)
8. Kilkís (Νομός Κιλκίς, Nomós Kilkís)
9. Tessalònica (Νομός Θεσσαλονίκης, Nomós Thessalonikis)
10. Calcídica (Νομός Χαλκιδικής, Nomós Khalkidikís)
11. Serres (Νομός Σερρών, Nomós Serron)
- Macedònia Oriental (Ανατολική Μακεδονία και Θράκη, Anatolikí Makedonia kai Thraki) — 2 nomoi:

12. Drama (Νομός Δράμας, Nomós Dramas)
13. Kavala (Νομός Καβάλας, Nomós Kavalas)